# Neolebias lozii
Neolebias lozii es una especie de peces de la familia Citharinidae en el orden de los Characiformes.

## Morfología
Los machos pueden llegar alcanzar los 1,8 cm de longitud total.

## Alimentación
Come pequeños invertebrados acuáticos.

## Hábitat
Vive en zonas de clima tropical.

## Distribución geográfica
Se encuentran en África: Zambia.